# Чувашские украшения
Чува́шские украше́ния (чув. Чӑваш капӑрлӑхӗ) — предметы, дополняющие одежду, имеющие магическое, символическое, функциональное и эстетическое значение. Они отражают мировоззрение, исторический путь, технологические и культурные достижения народа, подчёркивают поло-возрастной и социальный статус человека. Выполняются из твёрдых элементов в едином технологическом и художественном стиле, обогащают образ и пластику костюма. Как правило, являются съёмными принадлежностями для наложения на одежду или непосредственно на части тела, т.е. связаны с фигурой человека и кроем одежды.

## История развития
По сравнению с вышитым орнаментом, украшения считаются более ранними по происхождению, так как для их изготовления не требовалось обрабатывать кожу или ткани, работать с иглой и нитью. Для древнейших украшений применяли камни, кости, раковины, дерево, бисер, бусы и т. п.
Согласно академику А. А. Трофимову, корни возникновения украшений древнейших предков чувашей лежат в культуре земледельческих народов Средней Азии и Северного Ирана эпохи бронзы. Это «воплощение их космогонических представлений в конструкцию, в форму определённого предмета, символизирующего модель мира или его части». Для древних чувашей украшения являлись частью культа предков и символизировали связь миров, поэтому имели магический смысл и могли защитить от злых сил.

## Материалы для изготовления

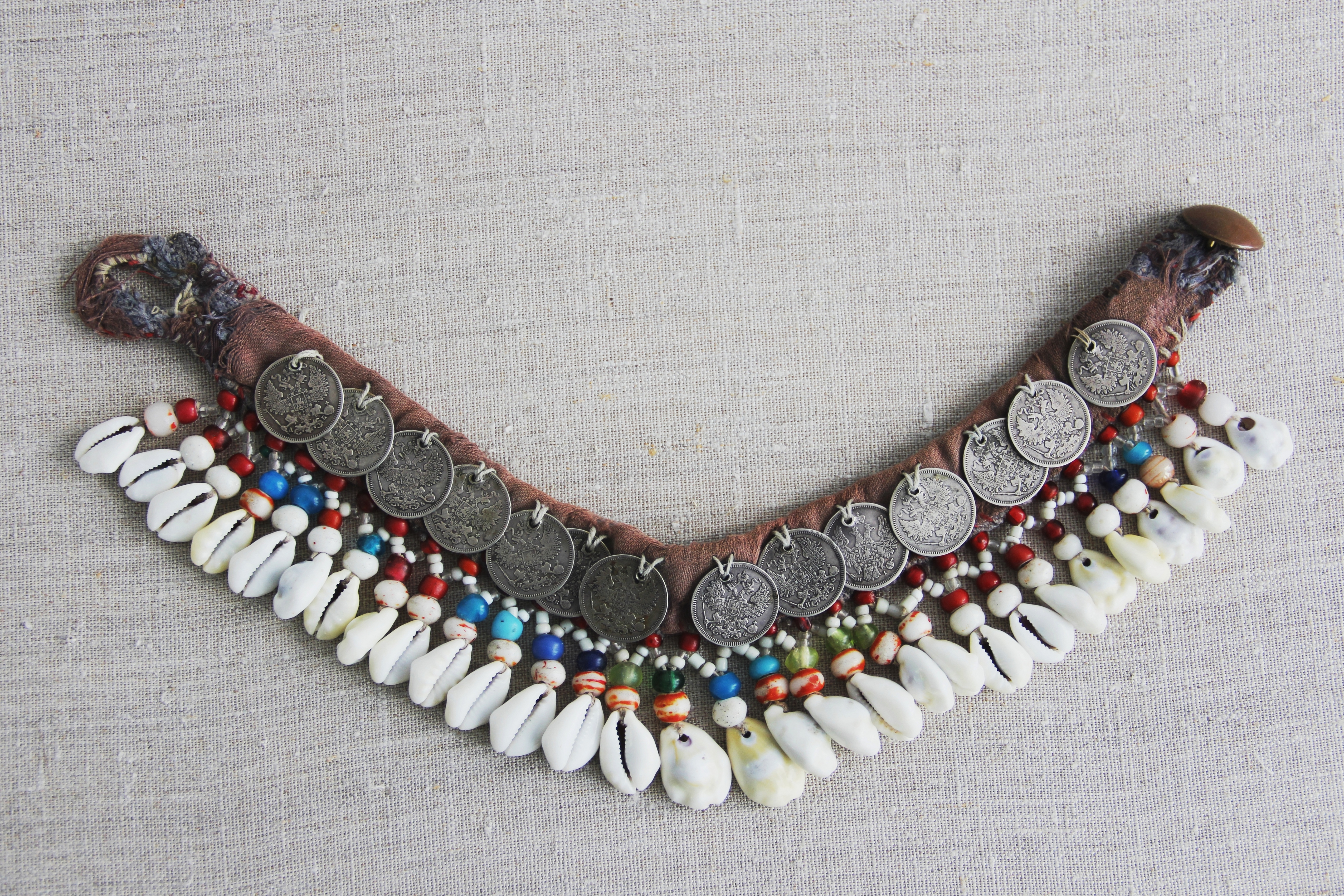
Шейное девичье украшение. XIX век. Низовая этнографическая группа (анат енчи). Подлесная подгруппа

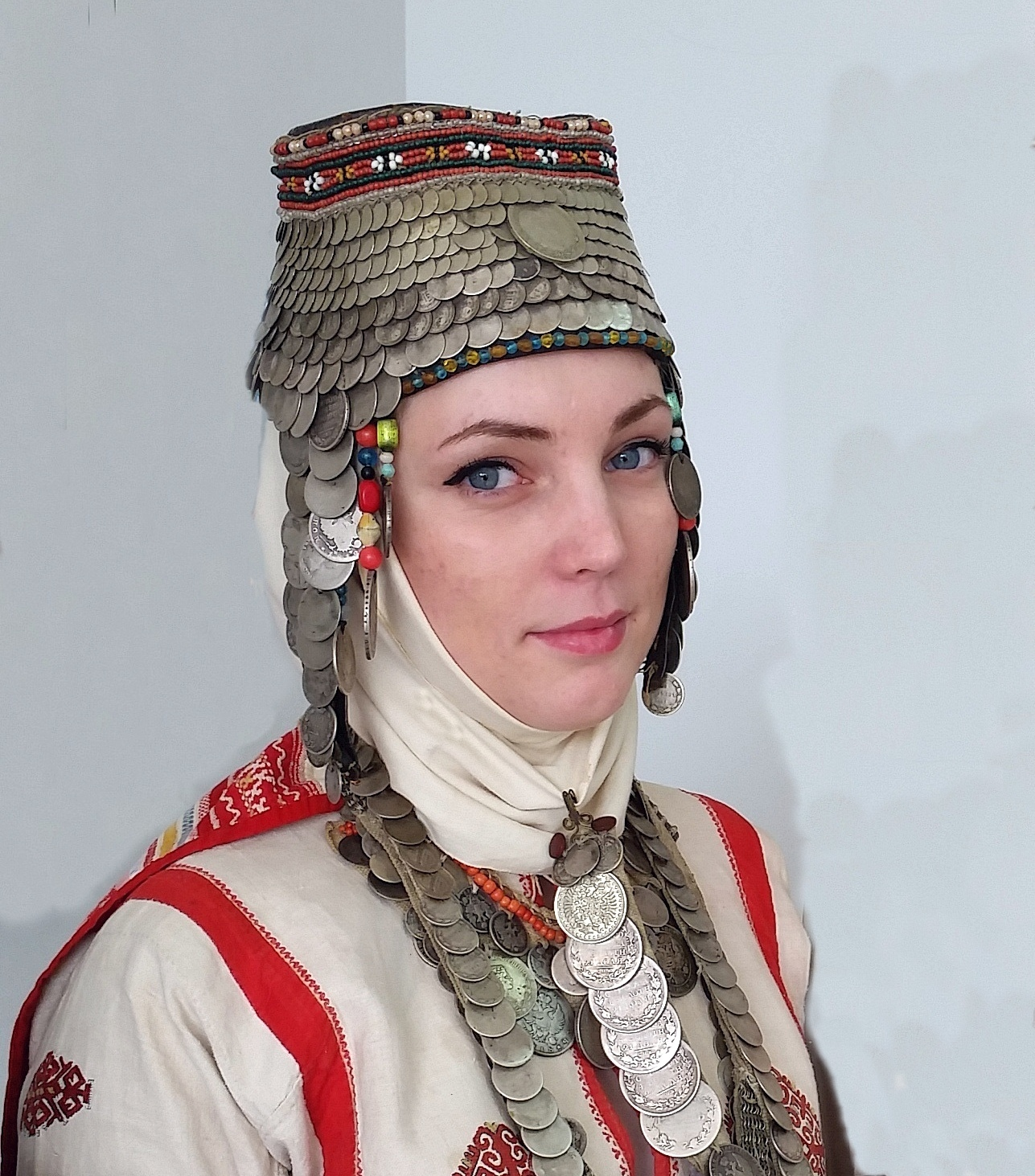
Женский головной убор хушпу. XIX век. Средненизовая этнографическая группы (анат енчи)

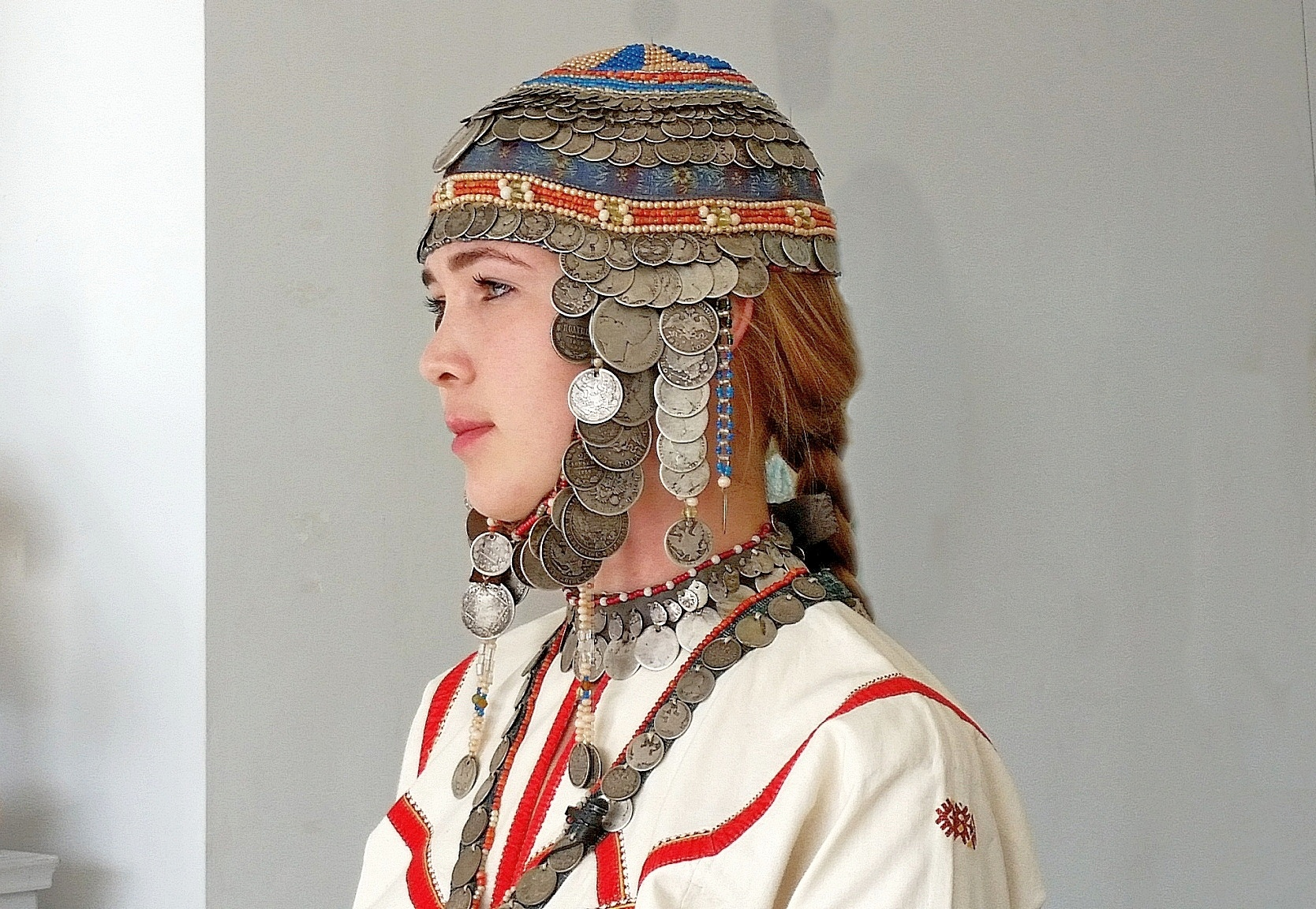
Головной убор чувашской девушки тухъя. XIX век. Средненизовая этнографическая группы (анат енчи)

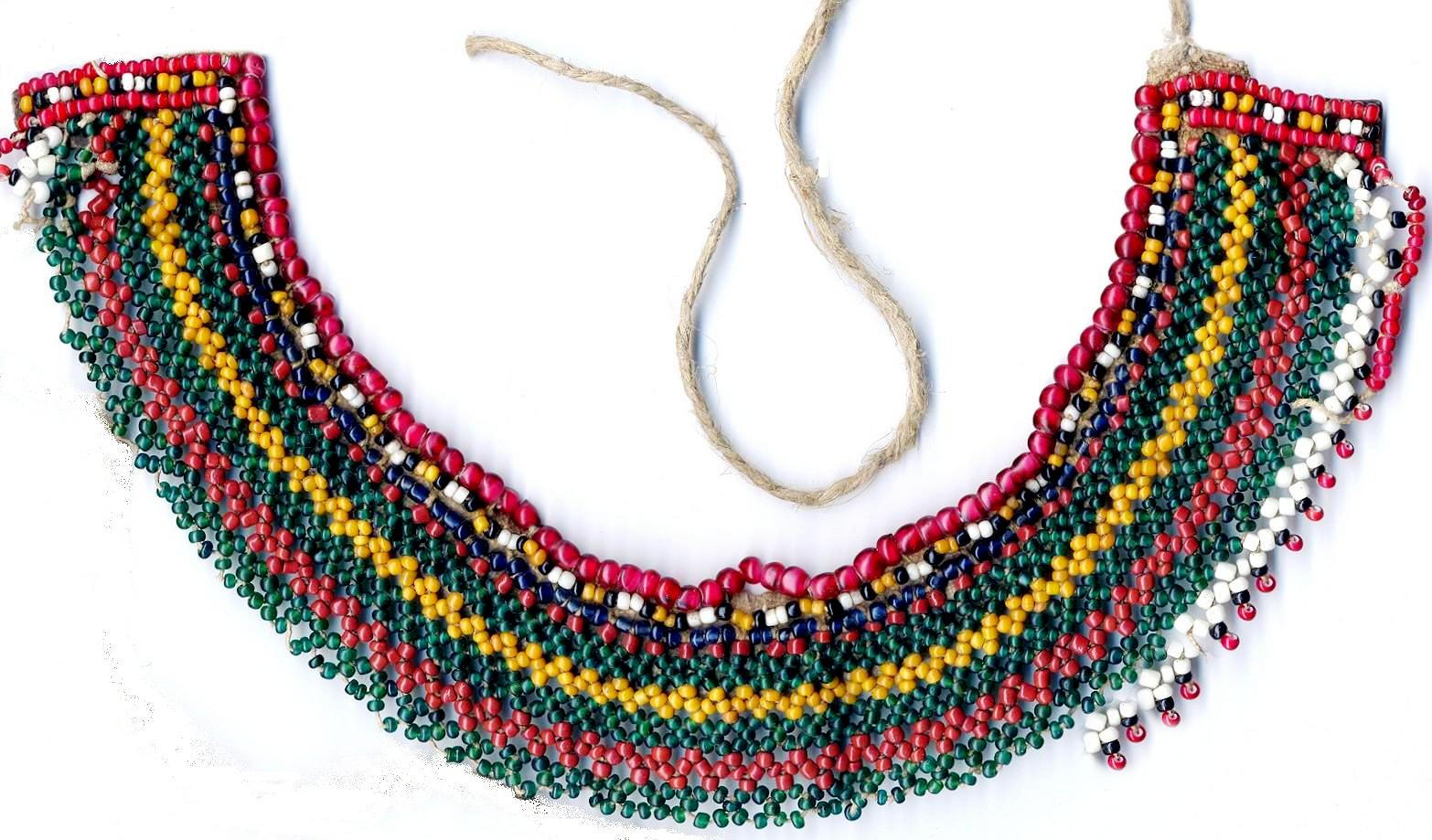
Шейное девичье украшение из бисера (чув. шăрçалă мăйçыххи). XIX век. Средненизовая этнографическая группа (анат енчи)

Браслет сулă

Чувашские украшения являются довольно сложными по форме, трудоёмкими в изготовлении. Для изготовления использовали относительно редкие, дорогие материалы и элементы, каждый из которых считался носителем магических сил. В 18-19 вв. использовались мелкие металлические элементы (трубки, кольца, спирали, булавки-иглы, полые шарики, свинцовые бусинки, пуговицы, проволоку, нити), а также раковины каури хуртпуççи, стеклянные бусы, бисер. Роль серебряных монет — от мелкой овальной «копейки» нухрат до крупных рублей и «талеров» — в формировании образа костюма усилилась лишь с 18 в., с началом их массовой чеканки в России. Широко использовались более дешёвые имитации монет из олова и жести, бляшки, жетоны из латуни и никеля. Золотые монеты у чувашей не применялись.
Вспомогательными материалами для изготовления чувашских украшений были продукты животноводства и земледелия — сыромятная и выделанная кожа сăран, плотный холст пир, войлок, сукно тăла, конский волос хĕлĕх. Нет свидетельств о применении чувашами бересты, луба или древесины, а также меха, пуха и птичьих перьев. В 19 в. стали внедряться новые материалы: фабричные ткани тавар, пусма (включая красный ситец), солдатские пуговицы, а также небольшие ремесленные украшения татарских и русских мастеров.

## Категории чувашских украшений
Украшения были распространены повсеместно, но во всех этнографических и территориальных группах сохранилась единая терминология, что говорит о древности происхождения этих принадлежностей костюма. Лишь в связи с развитием культурного взаимодействия с соседними народами в условиях диаспорного расселения на рубеже 19-20 вв. в них стали проявляться различия в стилистике, материалах и терминах.

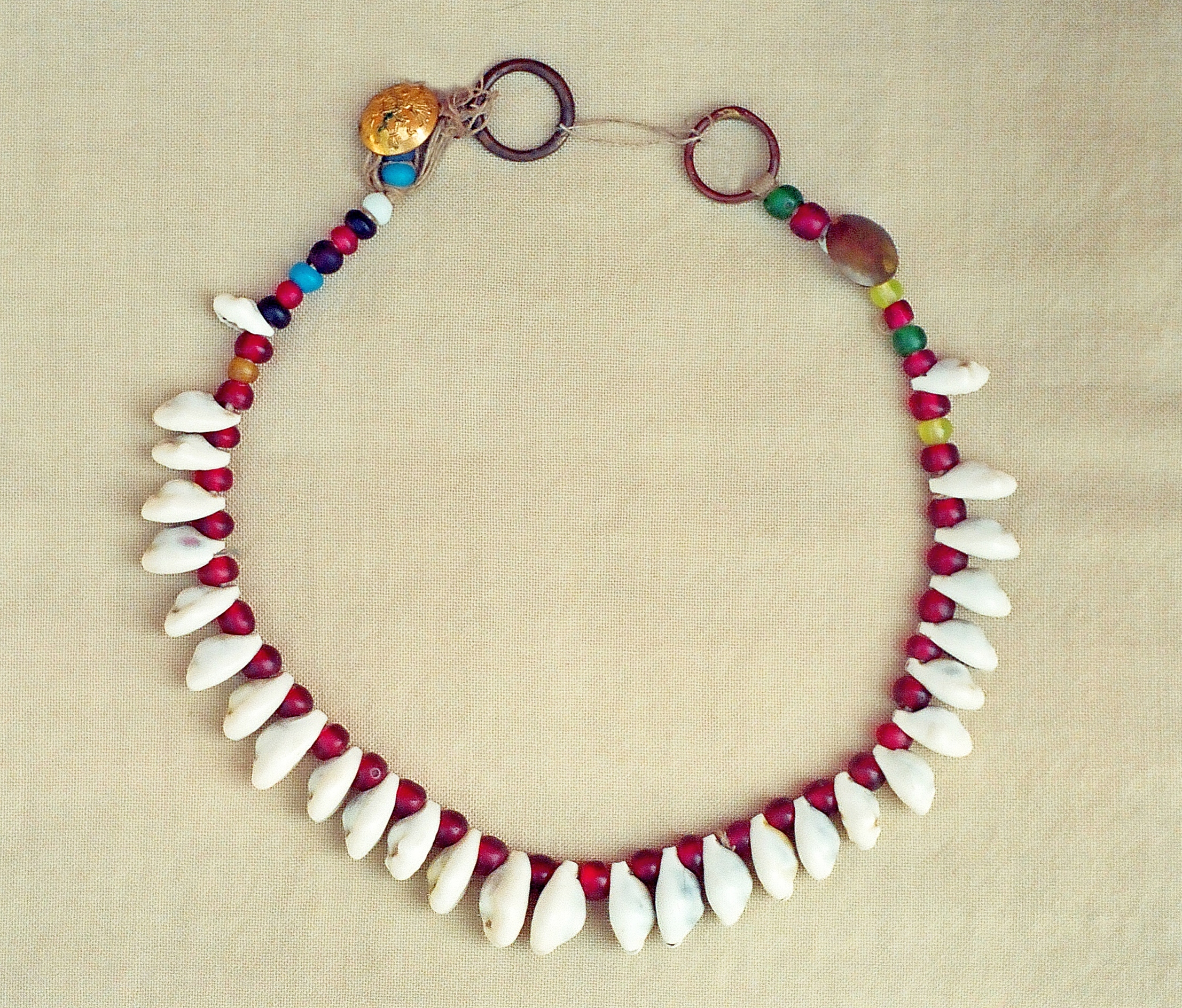
Шейно-нагрудное украшение. XIX век. Раковины каури, бусы. Самарская губ., Ставропольский уезд, д. Кармалы. Чуваши Самарской Луки

Украшения делятся на категории по поло-возрастной принадлежности на детские, девичьи и женские, по месту расположения — на головные (в том числе затылочные), ушные, шейные, нагрудные, наспинные, поясные. По конструкции они различаются на подвески çакки и обручи, подвязки çыххи. Девичьи украшения — шапочка тухъя, серьги, бусы шăрçа, ожерелья из монет, бисера и каури, наплечные çуха, нагрудные мăя, в том числе с наспинными частями, чересплечное теветь, наспинные и поясные подвески хẏре — подчёркивали скромность, красоту и привлекательность молодой носительницы. Особому статусу замужней женщины-матери соответствовал нарядный комплекс из головного убора хушпу, ушных подвесок и серёг алка, хăлха çакки, хăлха тенки, шейных бус и ожерелий мăйçыххи, нагрудных ама и мăя, сурпан çакки.
Мужчины и юноши могли носить украшения, но лишь на свадебной церемонии. На это время родственницы передавали шейные и нагрудные украшения жениху и предводителю свадьбы мăн кĕрÿ, как обереги и символы родовой поддержки.
Чувашские украшения, символизирующие достаток, устойчивость традиций и жизненного порядка, продолжали существовать в XX веке, несмотря на мировую войну, голод, раскулачивание и практически насильный сбор средств на индустриализацию страны. Много подлинных украшений было утеряно в десятилетия пренебрежительного отношения с народному культурному наследию (1950-1980-е) и изменений социально-экономических условий жизни (1990—2000-е). Они продолжают сохраняться в народной среде, а также собираться, исследоваться и популяризироваться музеями России и Чувашии. Большую роль в осознании места украшений в мировом и чувашском этнокультурном наследии играют труды академика А. А. Трофимова и др. учёных.

## Национальные украшения в современной культуре
В современной Чувашии сохраняются и развиваются традиции изготовления украшений для стилизованного сценического, а также обрядового костюма. Сельские мастера реконструируют их по местным образцам или обновляют старые экземпляры; ряд художников и народных мастеров воссоздаёт костюмы с полными комплексами украшений различных групп на основе изучения научных трудов и музейных экспонатов.